# The Belle Album
The Belle Album è un album in studio del cantante statunitense Al Green, pubblicato nel 1977.

## Tracce
Side 1
1. Belle – 4:50
2. Loving You – 3:32
3. Feels Like Summer – 3:42
4. Georgia Boy – 7:01

Side 2
1. I Feel Good – 5:20
2. All N All – 3:39
3. Chariots of Fire – 3:50
4. Dream – 7:33